# Saint Louis River
Der Saint Louis River ist ein (ohne Mäander) 309 km langer Fluss im US-Bundesstaat Minnesota.
Er entspringt am Westrand des Lake County und mündet in einem Süßwasser-Ästuar zwischen den Twin Ports von Duluth und Superior in die Superior Bay des Oberen Sees. Die größten Nebenflüsse sind Whiteface River und Cloquet River.
Der oberste Quellast des Saint Louis River mündet als North River in den Seven Beaver Lake. Der dann zunächst westlich gerichtete Oberlauf verbindet zahlreiche sumpfige und moorige Senken, die von borealem Nadelwald eingenommen sind. Danach schwenkt der Fluss allmählich südwestwärts und mäandriert durch laubholzreichere Wälder. Ab der Ortschaft Floodwood wendet sich der Saint Louis River ostwärts und durchströmt unterhalb der Stadt Cloquet ein felsiges Engtal mit zahlreichen Stromschnellen und kleineren Wasserfällen. Das hier starke Gefälle wird durch fünf Wasserkraftwerke mit Stauseen genutzt.
In der Mitte des 20. Jahrhunderts war der Unterlauf des Saint Louis River durch die eingeleiteten Abwasser einer der am stärksten verschmutzten Flüsse von Minnesota. Erst in den 1970er Jahren wurde die Environmental Protection Agency (EPA) auf das Problem aufmerksam. Durch den Bau von Kläranlagen konnte die Wasserqualität ab 1978 wieder langsam verbessert werden.
Der Saint Louis River gilt als Hauptquellfluss des Sankt-Lorenz-Stroms.